# Roland Seeberg-Elverfeldt
Roland Seeberg-Elverfeldt (* 17. August 1909 in Seivästö; † 3. Dezember 1993 in Essen) war ein deutscher Archivar und Genealoge.

## Leben
Seeberg-Elverfeldt studierte in Dorpat Geschichte. Promotion bei Hans Rothfels in Königsberg. Er war fünf Jahre in sowjetischer Kriegsgefangenschaft. Nach der Flucht aus Ost-Berlin 1953 arbeitete er im Pressearchiv und der Bibliothek des Presse- und Informationsamtes in Bonn (Stellvertreter), dann als Dienststellenleiter (1958 Oberarchivrat, 1965 Archivdirektor; 1969 Ministerialrat).
Roland Seeberg-Elverfeldt war verheiratet mit Ingeborg Koeppen (Schwester von Hans Koeppen). Seine Töchter sind  Ina Seeberg (Malerin und Autorin) und Birgit Ruge.

## Schriften (Auswahl)
- Das Archivwesen der Sowjetunion. Berlin 1952, OCLC 72817364.
- Das Archiv der Freiherren Sturmfeder von und zu Oppenweiler (1317–1930). Karlsruhe 1956, OCLC 601052807.
- Ahnenliste Seeberg-Elverfeldt. Bonn-Bad Godesberg 1968, OCLC 174441932.
- Genealogie der Grafen von der Wenge genannt Lambsdorff (Freiherren von der Wenge Grafen von Lambsdorff, Grafen Lamsdorf-Galagan). Neustadt an der Aisch 1986, ISBN 3-7686-5076-6.